# توسعه هاپسون
توسعه هاپسون (انگلیسی: Hopson Development) شرکت املاک و مستغلات چینی است، که در سال ۱۹۹۲ تأسیس شد.